# SEL1L
SEL1L‏ (SEL1L, ERAD E3 ligase adaptor subunit) هوَ بروتين يُشَفر بواسطة جين SEL1L في الإنسان.